# 博士導師
博士導師（英語：Doctoral advisor）又稱博士論文總監、博士論文指導教授和英國稱的博士生導師。是在大學、研究中心或其他相關學術單位的高級成員。
所扮演的角色是負責指導博士候選人（研究生）完成他們的博士論文。其他的工作包括協助他們選擇課程，以及塑造、提煉和指導學生選擇的子學科，以及檢驗博士候選人的博士論文直到完成。
博士生在他們的學科、研究領域，一般都會根據他們的興趣範圍選擇的博士導師。在不同的國家，針對博士生的畢業和博士論文的完成有不同的規定和要求。

## 參閱
- 哲學博士
- 自然科學博士
- 教育博士
- 工程學博士
- 企業管理博士
- 文學博士
- 醫學博士
- 法律博士
- 音樂學博士
- 神學博士
- 心理學博士
- 法學博士
- 司法學博士

## 外部連結
- 學術譜學（英语：Academic genealogy）（页面存档备份，存于）
- 數學譜系計畫（页面存档备份，存于）